# Valle de los Ríos Alhama-Fardes
La Mancomunidad Valle de los Ríos Alhama-Fardes es una agrupación voluntaria de municipios (mancomunidad) situada en la provincia de Granada, en el sur de España. Tiene como objetivo promover, dinamizar y racionalizar el desarrollo social y económico de los municipios mancomunados, que se encuentran en la ribera alta del río Fardes o en la de su afluente, el río Alhama, todos ellos pertenecientes a la comarca de Guadix.

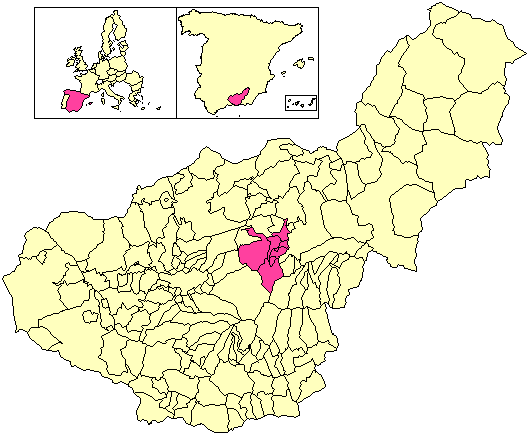
Situación de la Mancomunidad Valle de los Ríos Alhama-Fardes en la provincia de Granada.

Esta entidad está formada por los siguientes municipios:
- Beas de Guadix
- Cortes y Graena
- Lugros
- Marchal (sede de la mancomunidad)
- La Peza
- Polícar
- Purullena

En total, la extensión de la mancomunidad es de 237,67 km² y cuenta con una población de 6.135 habitantes.
En torno al mes de marzo, tiene lugar una Feria del Vino con objeto de promocionar los vinos producidos en la zona. Dicha feria se celebra cada año en un municipio distinto de la mancomunidad.